# Gustav Wetterström
Gustav Wetterström   (Norrköpings Hedvig Parish, 15 d'octubre de 1911 - Norrköping, 16 de novembre de 1991) fou un futbolista suec de la dècada de 1930.
Fou 7 cops internacional amb la selecció sueca amb la qual participà en la Copa del Món de Futbol de 1938.
Pel que fa a clubs, defensà els colors de IK Sleipner Norrköping.